# محل جامعه معلولین ایران
محل جامعه معلولین ایران مربوط به دوره پهلوی دوم است و در تهران، خیابان مجاهدین اسلام، تقاطع خیابان ابن سینا و خیابان مجاهدین اسلام واقع شده و این اثر در تاریخ ۲ بهمن ۱۳۸۲ با شمارهٔ ثبت ۱۰۸۶۴ به‌عنوان یکی از آثار ملی ایران به ثبت رسیده است.